# الإسلام في الرأس الأخضر

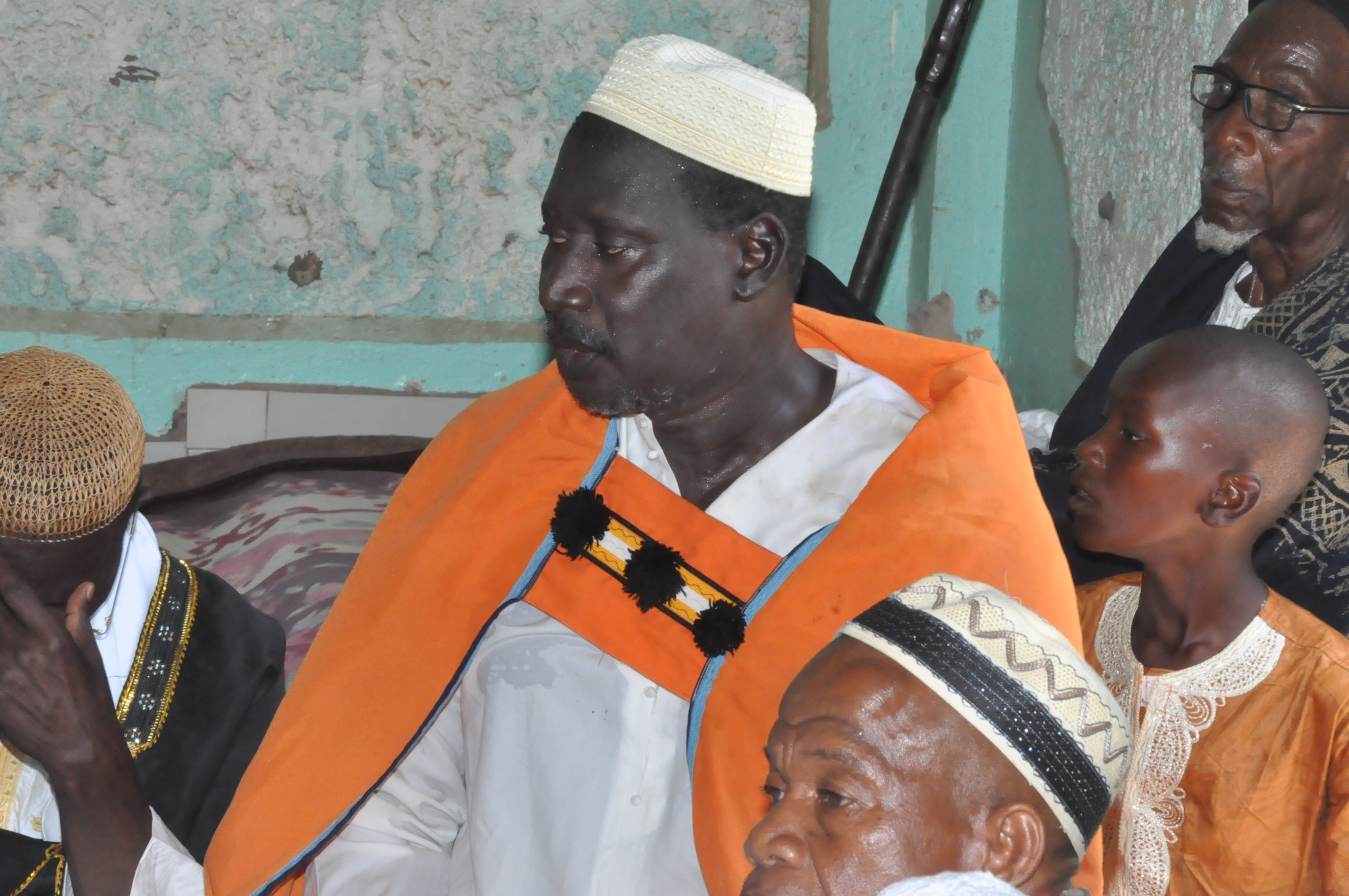
هذه صُورة للباس أو زينة ذات أصل ثقافيٍ؛ ارتداء المعطف التقليدي للزعماء الدينيين المسلمين

الإسلام في الرأس الأخضر هو دين الأقلية مع مجتمع صغير ولكنه متزايد. معظم المسلمين هم من المهاجرين من السنغال والبلدان المجاورة الأخرى وتنشط في مجال التجارة الصغيرة الحجم والتجارة التذكارية.
ووفقا لتقويم تلك البلاد فإن المسلمون في الرأس الأخضر يحتفلون بعيد مولد النبي محمد في جميع الجزر على الرغم من اختلاف العلماء في إباحته من عدمه.